# Fenomenologi

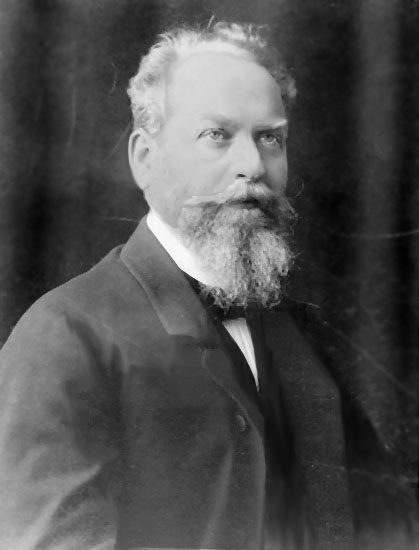
Edmund Husserl.

Fenomenologi (av grekiska φαινόμενον, fainomenon, "det som synes", och λόγος, lógos, "ord", "studium")) är en teori och metod inom filosofin, läran om fenomen och väsen. Inom fenomenologin studeras särskilt förhållandet mellan varseblivningen och objekten för varseblivningen, samt söker förklara eller beskriva idéer och väsen för oss, så som de ter sig för oss. (Se Immanuel Kant Das Ding für Uns, "tinget för oss", respektive Das Ding an Sich, "tinget i sig".) Fenomenologin studerar därför inte primärt kausala samband mellan objekt. Poängteras bör att man inom fenomenologisk filosofi inte hävdar att ren kunskap om "tinget i sig" kan nås, eftersom all kunskap medlas via erfarenheten av den, det vill säga "tinget för oss". 
Brukligt är att skilja mellan den moderna fenomenologin med början hos Edmund Husserl, och de tidiga fenomenologerna. Den mest namnkunniga av dessa var Friedrich Hegel (publicerade Andens fenomenologi 1807). Ordet fenomenologi går att följa till 1700-talsmatematikern Johann Heinrich Lambert som använde det om en vetenskap om sken (science of appearances).
Fenomenologin som den har utvecklats idag utgår främst från Husserl. Ett flertal av hans idéer har plockats upp, och fenomenologin är idag spretig; det finns realistiska, konstitutiva, existentialistiska och hermeneutiska fenomenologer. Gemensamt för dem är (1) antireduktionismen, eller om man så vill antinaturalismen. De (2) motsätter sig spekulativt tänkande och upptagenhet vid språket. Det är alltså till tingen själva de vill gå. De är också intresserade av (3) processen, riktningen i medvetandet; vi är medvetande om något. Och de är (4) deskriptiva.
Exempel på olika filosofer som har tillämpat och fördjupat den fenomenologiska metoden är i den realistiska kategorin och deras bidrag är bland annat:
- Adolf Reinach (rättsfilosofi)
- Max Scheler (etik, antropologi)

bland de konstitutiva:
- Aron Gurwitsch (medvetandestudier)

bland de existentialistiska:
- Hannah Arendt (politisk teori)
- Simone de Beauvoir (kön)
- Martin Heidegger (varat och det varande)
- Emmanuel Levinas (etiken efter den andre)
- Maurice Merleau-Ponty (den levda kroppen)
- Jean-Paul Sartre (frihet och val)

och slutligen bland de hermeneutiska:
- Hans-Georg Gadamer (subjektivitet i tolkning)
- Paul Ricœur (bland annat hermeneutik och strukturalism)